# Narzeczeni (baśń)
Narzeczeni, także Bąk i piłka (duń. Kjærestefolkene / Toppen og bolden) – baśń literacka autorstwa Hansa Christiana Andersena, wydana po raz pierwszy w 1843 roku.

## Historia
Szereg baśni napisanych przez Hansa Christiana Andersena, takich jak Brzydkie kaczątko czy Świniarczyk, zawiera elementy autobiograficzne, odzwierciedlające jego własne uczucia alienacji i trudności życiowe. Analiza listów i biografii może być podstawą do sądzenia, iż odrzucenie przez Riborg Voigt, które Andersen boleśnie przeżył, znajduje odzwierciedlenie w fabule baśni o Bąku i piłce (duń. Toppen og bolden). Riborg była siostrą przyjaciela pisarza, Christiana Voigta. Andersen zakochał się w dziewczynie podczas pobytu w Faaborg w 1830 roku. Riborg, córka zamożnego kupca, była już zaręczona, co uniemożliwiło związek z Andersenem. Mężczyzna opisywał w listach do przyjaciół swoje bolesne rozczarowanie, wskazując na głębokie emocje związane z tym odrzuceniem. Aż do śmierci w 1875 roku nosił list pożegnalny od Riborg w skórzanym woreczku przy szyi.
Baśń literacka o Bąku i piłce została opublikowana przez wydawnictwo C.A. Reitzel w Kopenhadze 11 listopada 1843 roku w zbiorze baśni literackich Nowe przygody. Tom pierwszy. Pierwsza kolekcja. 1844 (duń. Nye Eventyr. Første Bind. Første Samling. 1844) wraz ze Słowikiem, Brzydkim kaczątkiem oraz Aniołem. Zbiorek zawierający te baśnie dwukrotnie wznawiano: w grudniu 1843 roku oraz w 1847 roku. Andersen chwalił się w listach, że żadna z dotychczasowych publikacji z jego baśniami nie odniosła tak dużego sukcesu. Baśnie były chwalone przez prasę.
Baśń zainspirowała powstanie i odsłonięcie w Odense 25 lipca 1993 rzeźby autorstwa Marianne Hesselbjerg przedstawiającej Bąka i piłkę.

## Fabuła
W pudełku leżą różne zabawki. Bąk proponuje piłce małżeństwo, ale jego konkury zostają odrzucone. Piłka jest wykonana z safianowych pantofli radcy, a to nie byle co. Chłopiec przemalowuje bąka, który drugi raz proponuje piłce wspólne pożycie. Piłka sugeruje, że już obiecała swoją rękę jaskółce. Chłopiec podrzuca piłkę wysoko i traci ją z pola widzenia. Już nie udaje się jej odnaleźć.
Po latach bąk trafia na śmietnik. Pośród szlamu z rynny i odpadków kapuścianych zauważa starą piłkę. Jakże jest odmieniona, brudna i brzydka. Piłka opowiada o swym strasznym pięcioletnim cierpieniu. Nagle służąca odnajduje bąka i zabiera go ze sobą do środka. Bąk przestaje myśleć o swej starej miłości.

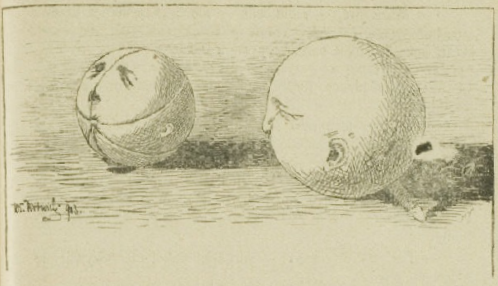
Ilustracja autorstwa Władysława Witwickiego do wydania z 1923

## Polskie przekłady
- 1899 – Bąk i piłka – przekład Cecylii Niewiadomskiej.
- ok. 1923 – Wanda Młodnicka (tłum.): Czuła para. W: Nowy wybór bajek Andersena. Lwów • Warszawa • Poznań. s. 63–65. [dostęp 2025-04-08].
- 1956 – Narzeczeni: Stefania Beylin (tłum.), Jarosław Iwaszkiewicz (tłum.), Stanisław Sawicki (tłum.): Baśnie. Warszawa: Państwowy Instytut Wydawniczy. Brak numerów stron w książce

## Adaptacje
W 1969 roku powstał duński film kukiełkowy na podstawie baśni zatytułowany „Toppen og bolden” w reżyserii Pera Holsta.